# Gennadij Cudinovic
Gennadij Cudinovic (geboren 21. Februar 1994 in Kasachstan) ist ein deutscher Ringer. Er tritt im Freistil in der Gewichtsklasse bis 125 kg Körpergewicht an.

## Karriere
Bei der U-23-Europameisterschaft 2017 erreichte er den dritten Platz. 2019 trat er bei den Europaspielen an, verlor jedoch seinen ersten Kampf. Bei der Europameisterschaft 2020 wurde er in der Klasse bis 97 kg Fünfter. Im März 2021 qualifizierte er sich im europäischen Qualifikationsturnier in Budapest für die im selben Jahr stattfindenden Olympischen Spiele in Tokio. Dort scheiterte er im Viertelfinale an Mönchtöriin Lchagwagerel (Mongolei).
Cudinovic tritt in der Ringer-Bundesliga für den AC Heusweiler an (Stand 2021). Zuvor war er bis zur Saison 2018/19 für den KSV Köllerbach aktiv.

## Sonstiges
Cudinovic ist in Kasachstan geboren. Seine Mutter ist Halbrussin, der Vater Ukrainer. Cudinovic ist Polizist und war in der Sportfördergruppe der Polizei.